# 안양 비산동 도요지
안양 비산동 도요지(安養 飛山洞 陶窯址)는 대한민국 경기도 안양시 동안구 비산동, 서울 농대 수목원 안에 있는 11∼14세기에 걸쳐 오랜 시간동안 사용된 것으로 추정되는 도요지이다. 1991년 4월 12일 경기도의 기념물 제124호로 지정되었다.

## 개요
요지는 자기나 기와, 그릇들을 만들어 굽던 가마터를 말한다.
비산동 가마터는 서울 농대 수목원 안에 있는 11∼14세기에 걸쳐 오랜 시간동안 사용된 것으로 추정된다. 11세기경의 조질 청자류와 11∼12세기경의 조질 철채토기, 흑유도기, 14세기 것으로 보이는 청자류와 고려 백자가 출토되어 고려시대 도자기의 다양한 발달상을 한눈에 알 수 있게 한다.
청자류는 대체로 지방적인 성격의 질이 낮은 제품들로 대접, 접시, 항아리 등이 있으며 상감과 음각문이 베풀어진 백자조각도 발견되었다. 특히 백자는 고려시대 후기 백자의 양상과 조선 백자의 성립과정을 밝힐 수 있는 좋은 자료이다.
비산동 가마터는 서울근교에서 유일하게 발견된 고려 전기·후기 청자 가마터이면서 국내에서 두번째로 발견된 고려 후기 백자 가마터로 우리나라 도자사 연구에 매우 중요한 유적이다.

## 같이 보기
- 서울대관악수목원

## 참고 문헌
- 안양시비산동도요지 - 국가유산청 국가유산포털